# Luke Locates the Loot
Luke Locates the Loot é um curta-metragem norte-americano de 19, do gênero comédia, estrelado por Harold Lloyd. Uma cópia do filme está conservada no BFI National Archive.

## Elenco
- Harold Lloyd - Lonesome Luke
- Bebe Daniels
- Snub Pollard
- Billy Fay
- Fred C. Newmeyer
- Sammy Brooks
- Bud Jamison
- Earl Mohan
- Vesta Marlowe
- Sidney De Gray
- Ray Thompson

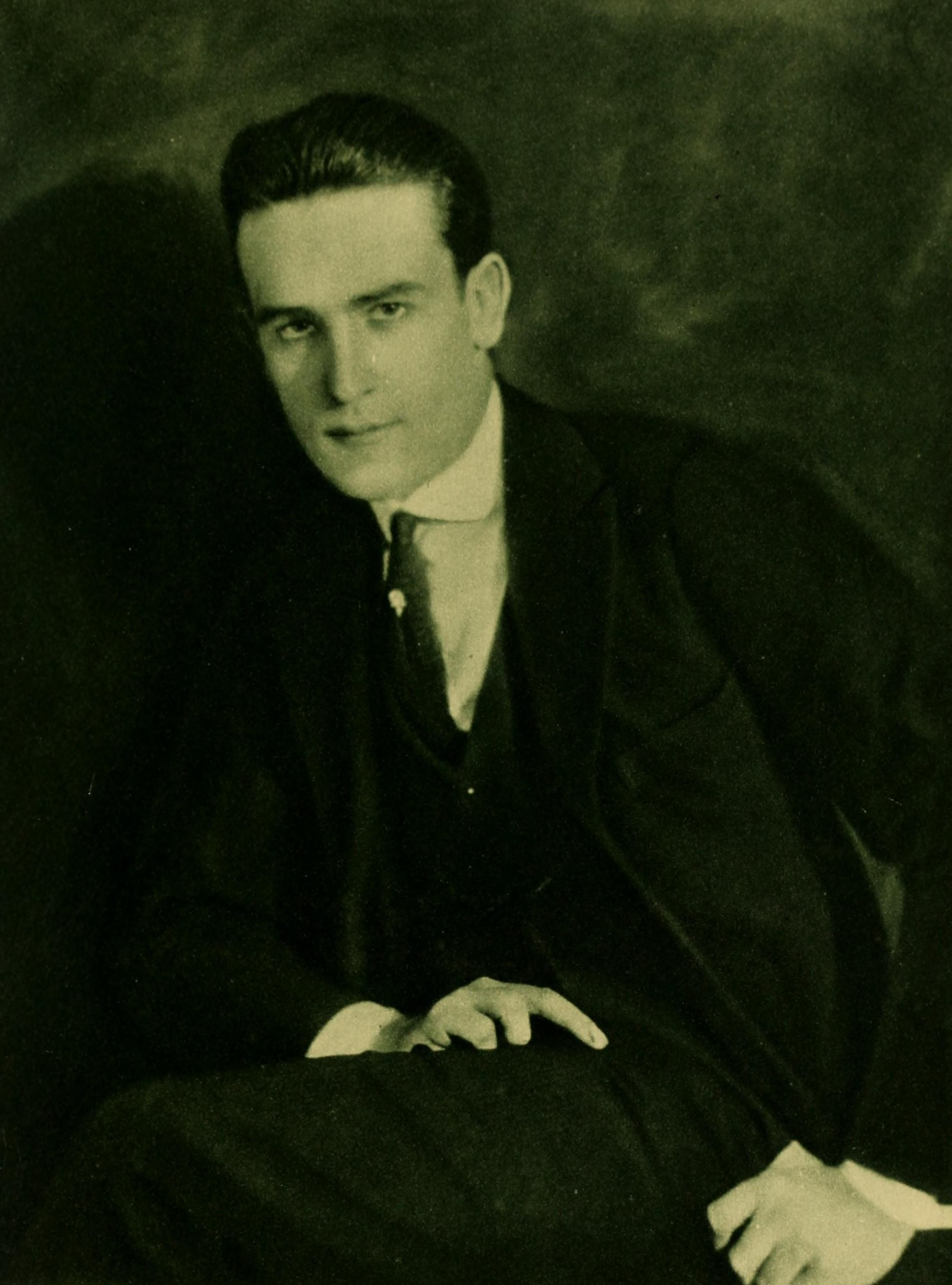
Harold Lloyd

- Norman Napier - (como Norman DePure)
- Minnie Eckhardt - (como Minnie Eckert)
- Lillian Avery
- Maybelle Beringer - (como Maybelle Buringer)
- Gusta Berg
- Beth Darwin
- Villatta Singley
- Lola Walker
- Hilda Limbeck
- Annette Hatten
- Frances Scott
- Charles Stevenson - (como Charles E. Stevenson)